# Adele in Munich
Adele in Munich war eine im August 2024 stattfindende Dauershow der britischen Pop-Sängerin Adele in München. Für die insgesamt zehn Auftritte wurde auf dem Gelände der Messe München ein eigenes temporäres Stadion für bis zu 75.000 Besucher erbaut.

## Hintergrund
Die von 2022 bis 2024 stattfindende Dauershow Weekends with Adele in Las Vegas sollten die einzigen Konzerte von Adele zur Promotion des 2021 erschienenen Albums 30 sein. Adele plante darüber hinaus keine weiteren Shows, wurde jedoch von den Konzertveranstaltern Marek Lieberberg und Klaus Leutgeb mit dem Bau eines eigenen Stadions nach ihrer Vision von den Plänen einer Dauershow in München überzeugt. Die geplanten Shows waren die ersten seit 2016 in Kontinentaleuropa.
Laut Journalisten der Times war das errichtete Stadion das „größte Pop-up-Stadion der Welt“ und mit einer Gesamtkapazität von 75.000 Plätzen auch größer als das für die Fußball-Weltmeisterschaft 2022 errichtete Stadion 974 in Katar mit 44.000 Plätzen. Obwohl das Olympiastadion München mit rund 70.000 Plätzen fast genauso viele Besucher hätte fassen können, wurde es für die Dauershow nicht angefragt. Aufgrund von laufenden Sanierungsarbeiten im Olympiastadion wären zehn Shows innerhalb eines Monats laut eigenen Angaben nicht durchführbar gewesen. Zudem bestand zwischen dem Unternehmen von Leutgeb, der Global Event & Entertainment GmbH, und der Messe München ein Exklusivvertrag für Konzertveranstaltungen auf dem Messegelände für die Monate Juli und August.
Im Januar 2024 wurden die ersten vier Termine der Dauershow veröffentlicht. In einem Interview mit der Süddeutschen Zeitung sagte Clemens Baumgärtner, Wirtschaftsreferent der Stadt München, das insgesamt zehn Termine freigehalten werden und es die Möglichkeit auf elf Shows gebe. Wenige Tage nach Veröffentlichung der ersten vier Termine, wurden insgesamt zehn Shows bestätigt. Rund 2,2 Millionen Fans haben sich für den Ticketverkauf registriert. Bis Mitte Juli 2024 waren laut Angaben des Konzertveranstalters Live Nation 95 % der Tickets verkauft. Insgesamt wurden rund 730.000 Tickets verkauft.

## Produktion

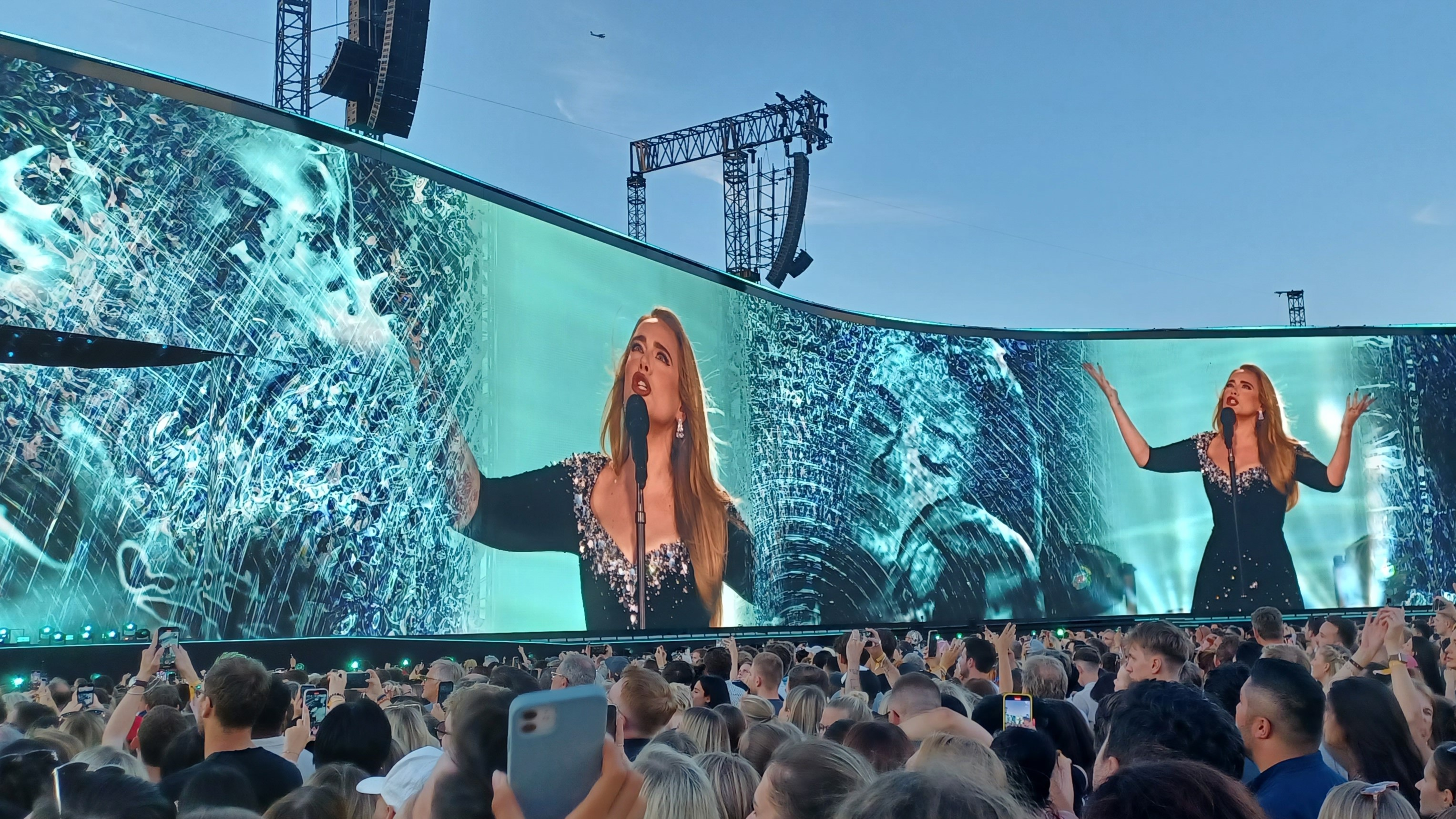
Ein Teil des 220 Meter langen LED-Bildschirms.

Die Idee zum temporären Stadion kam Lieberberg zusammen mit dem Bühnenbildner Florian Wieder. Im Mai 2024, rund 87 Tage vor Beginn der Shows, begannen die Bauarbeiten am Stadion. Rund 700 Mitarbeiter arbeiteten an dem Bau der Bühne. Insgesamt 400.000 Quadratmeter umfasste das Gelände des Stadions und der Adele World. Die Bühnenkonstruktion erstreckte sich auf insgesamt 4.000 Quadratmetern und beinhaltete einen rund 40 Millionen Euro teuren LED-Bildschirm, der mit seiner Breite von 220 Metern und einer Höhe von 30 Metern als „größter temporärer kontinuierlicher LED-Außenbildschirm“ im Guinness-Buch der Rekorde aufgenommen wurde. Die Hauptbühne war mit einem rund 93 Meter langem Laufsteg und einer 200 Meter langen halbrunden Bühne verbunden, wodurch Adele näher an das Publikum herankam. Die Bühne und der LED-Bildschirm wurden vom britischen Unternehmen Stufish Entertainment Architects entworfen. Mark Fisher, Mitbegründer von Stufish Entertainment, arbeitete lange mit Adele zusammen. Die Produktions- und Baukosten sollen sich laut dem Billboard Magazin auf über 100 Millionen US-Dollar belaufen.

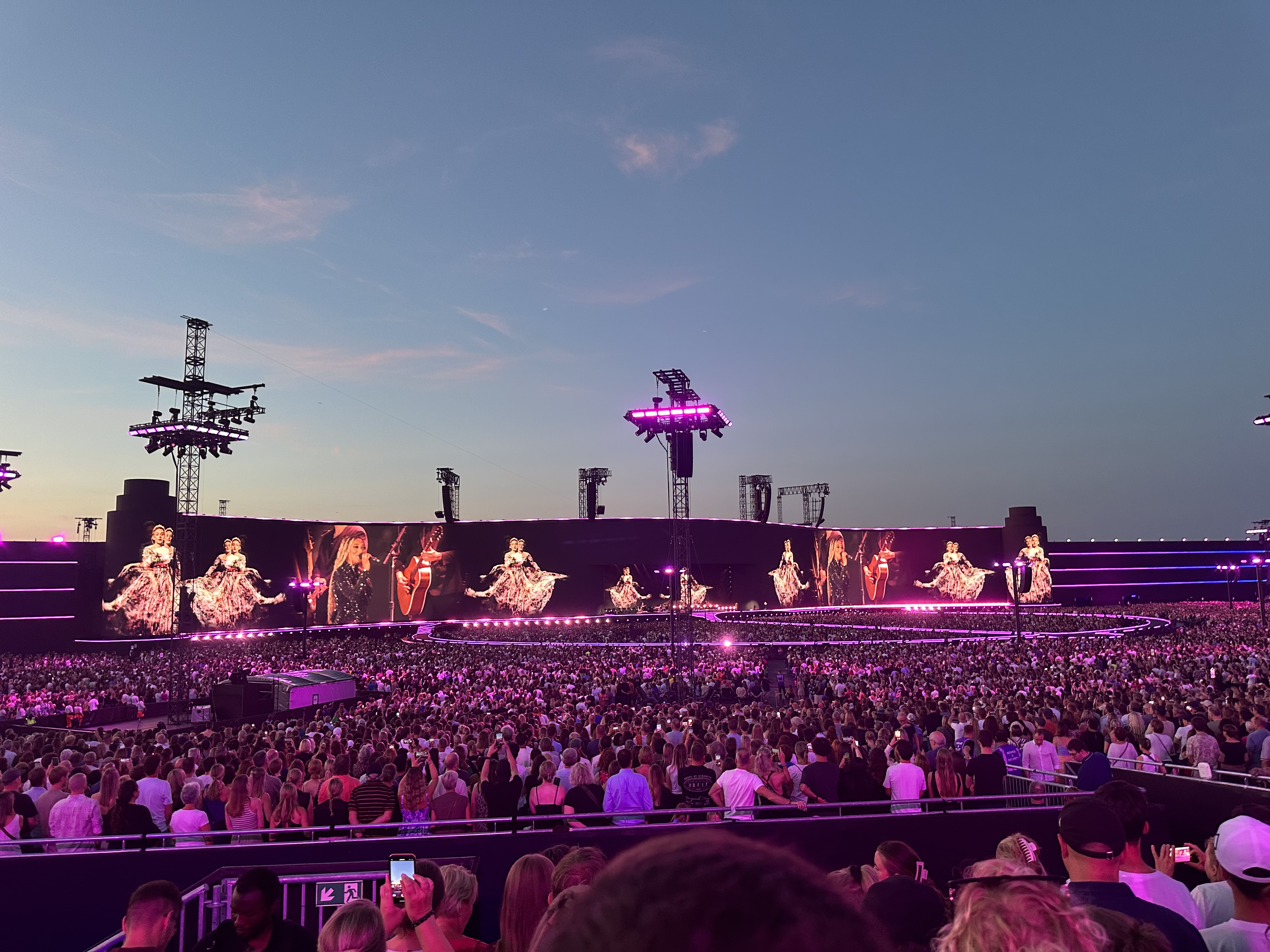
Das Stadion mit einem Teil der rund 75.000 Besucher.

Die geplante Kapazität von 80.000 Menschen pro Show wurde aufgrund von Sicherheitsauflagen der Münchener Behörden auf 75.000 Menschen nach unten korrigiert. Das Polizeipräsidium München ging zudem von einem Verkehrschaos bei der gleichzeitigen Abreise der Konzertbesucher aus. Die Konzerte sollten bei allen Wetterlagen stattfinden. Für den Fall eines Unwetters sollte das Stadion evakuiert und die Besucher in die umliegenden Messehallen der Messe München gebracht werden.

### Adele World
Als Adele World wurde das Areal rund um das Stadion genannt, welches neben Verkaufsständen von Merchandising auch einen Biergarten, ein Riesenrad, ein Kettenkarussell sowieso mehrere Angebote für Speise und Getränke anbot. Die Frankfurter Allgemeine Zeitung bezeichnete die Adele World als „Mini-Volksfest“ und eine Art des Oktoberfests. Auf dem Gelände gab es mehrere Foto-Stationen mit wichtigen Elementen aus Adeles Karriere. So wurde beispielsweise der Duke of Wellington Pub nachgebaut, in welchem Adele ihren ersten Plattenvertrag unterschrieb. Statt Fast Food gab es unter anderem Trüffelpasta und Aperol Spritz in der Adele Spriz-Lounge. Der Süßwarenhersteller Haribo verkaufte im Rahmen der Dauershow Gummibärchenverpackungen mit der Aufschrift „Haribo Loves Adele“ und „For Someone Like You“, in Anlehnung an Adeles Song Someone like You. Nach jedem Konzert war die Adele World weiterhin geöffnet. Auf einer Karaoke-Bühne wurde das Publikum zum Mitsingen bekannter Popsongs animiert.

### Zuschauerrekord
Laut Konzertveranstalter Live Nation hatte die Dauershow von Adele die „höchste Besucherzahl aller Konzertresidenzen außerhalb von Las Vegas“. Rund 730.000 Menschen kamen an den zehn Terminen insgesamt zusammen. Adele löst damit die 2022 stattfindende Dauershow von Coldplay in Buenos Aires ab, die insgesamt von 627.000 Menschen an zehn Terminen besucht wurde.

### Abbau
Der Abbau des Stadions und der Adele World erfolgte bereits kurz nach dem letzten Konzert, da der Platz für die bauma, die größte Fachmesse der Welt, benötigt wurde. Schon zuvor sagte Lieberberg man habe der Künstlerin als „Teil des Deals“ versprochen, „das […] wird es in dieser Form nie wieder geben“. So wurde „rekordverdächtig schnell“ und unter strengem Ausschluss der Öffentlichkeit das Stadion innerhalb weniger Tage abgebaut. Der extra verlegte Asphalt wurde aufgebrochen und laut Angaben des Konzertveranstalters recycelt.

## Auswirkung

### Wirtschaft
Die Stadt München beteiligte sich nicht an den Kosten der Show im dreistelligen Millionenbereich. Insgesamt habe die Stadt schätzungsweise rund 530 Millionen Euro zusätzliche Einnahmen durch Übernachtungen, Gastronomie, den öffentlichen Nahverkehr und den Mieteinnahmen der Messegelände generieren können. Laut des Bayerischen Hotel- und Gaststättenverbandes galt die Dauershow als „Sommermärchen“, da Hotels in München und Umland sehr gut gebucht waren. Die Industrie- und Handelskammer für München und Oberbayern rechnet mit einer „lokalen Wertschöpfung von mehreren hundert Millionen Euro“ für die Stadt München. Laut dem Münchner Wirtschaftsreferent kamen 40 bis 70 Prozent der Showbesucher aus dem Ausland, was die Bekanntheit der Stadt international gesteigert habe. In über 90 Ländern wurde München in Verbindung mit Adele in Presseerzeugnissen erwähnt, darunter auch in der New York Times.

### Klimaschutz
Die Dauershow von Adele wird von Umwelt- und Klimaschützern unter anderem als „klimapolitisches Fiasko“ bezeichnet. Zwar mache es den Anschein, dass eine Dauershow im ersten Moment umweltfreundlicher wäre, jedoch seien die Fans von Adele internationaler und kämen aus aller Welt angereist. Laut Umfrage eines EU-Klimapakt-Botschafters kamen von 1.407 befragten Konzertbesuchern jeder vierte per Flugzeug nach München oder Umland, dies entspricht laut Angaben einer durchschnittlichen Kohlendioxid-Emission von 41,14 Kilogramm pro Person. Umwelt- und Klimaschützer kamen zu dem Fazit, dass es für die Umwelt besser gewesen wäre, „wenn Adele Konzerte in den Heimatstädten der Leute mache, als wenn ‘die ganze Welt nach München fliegt’“.

## Setlist
Diese Setliste stammt von der Eröffnungsshow am 2. August 2024; sie ist nicht bei allen Shows identisch.
1. Strangers by Nature (Intro)
2. Hello
3. Rumour Has It
4. I Drink Wine
5. Water Under the Bridge
6. Easy on Me
7. One and Only
8. I’ll Be Waiting
9. Oh My God
10. Send My Love (To Your New Lover)
11. Hometown Glory
12. Love in the Dark
13. Make You Feel My Love
14. Chasing Pavements
15. All I Ask
16. Skyfall
17. Set Fire to the Rain
18. All Night Parking (Interlude)
19. Hold On
20. When We Were Young
21. Someone like You
22. Rolling in the Deep

## Tourdaten
| Datum           | Stadt   | Land        | Veranstaltungsort           | Vorprogramm                                    | Besucher | Einnahmen |
| --------------- | ------- | ----------- | --------------------------- | ---------------------------------------------- | -------- | --------- |
| 2. August 2024  | München | Deutschland | Messe München (Adele Arena) | DJ Mad, Florian Zimmer, Spice Girls Experience | 730.000  | —         |
| 3. August 2024  | München | Deutschland | Messe München (Adele Arena) | DJ Mad, Florian Zimmer, Spice Girls Experience | 730.000  | —         |
| 9. August 2024  | München | Deutschland | Messe München (Adele Arena) | DJ Mad, Florian Zimmer, Spice Girls Experience | 730.000  | —         |
| 10. August 2024 | München | Deutschland | Messe München (Adele Arena) | DJ Mad, Florian Zimmer, Spice Girls Experience | 730.000  | —         |
| 14. August 2024 | München | Deutschland | Messe München (Adele Arena) | DJ Mad, Florian Zimmer, Spice Girls Experience | 730.000  | —         |
| 16. August 2024 | München | Deutschland | Messe München (Adele Arena) | DJ Mad, Florian Zimmer, Spice Girls Experience | 730.000  | —         |
| 23. August 2024 | München | Deutschland | Messe München (Adele Arena) | DJ Mad, Florian Zimmer, Spice Girls Experience | 730.000  | —         |
| 24. August 2024 | München | Deutschland | Messe München (Adele Arena) | DJ Mad, Florian Zimmer, Spice Girls Experience | 730.000  | —         |
| 30. August 2024 | München | Deutschland | Messe München (Adele Arena) | DJ Mad, Florian Zimmer, Spice Girls Experience | 730.000  | —         |
| 31. August 2024 | München | Deutschland | Messe München (Adele Arena) | DJ Mad, Florian Zimmer, Spice Girls Experience | 730.000  | —         |
| Total           | Total   | Total       | Total                       | Total                                          | 730.000  | —         |